# 30毫米DS30M Mk 2小口徑機炮

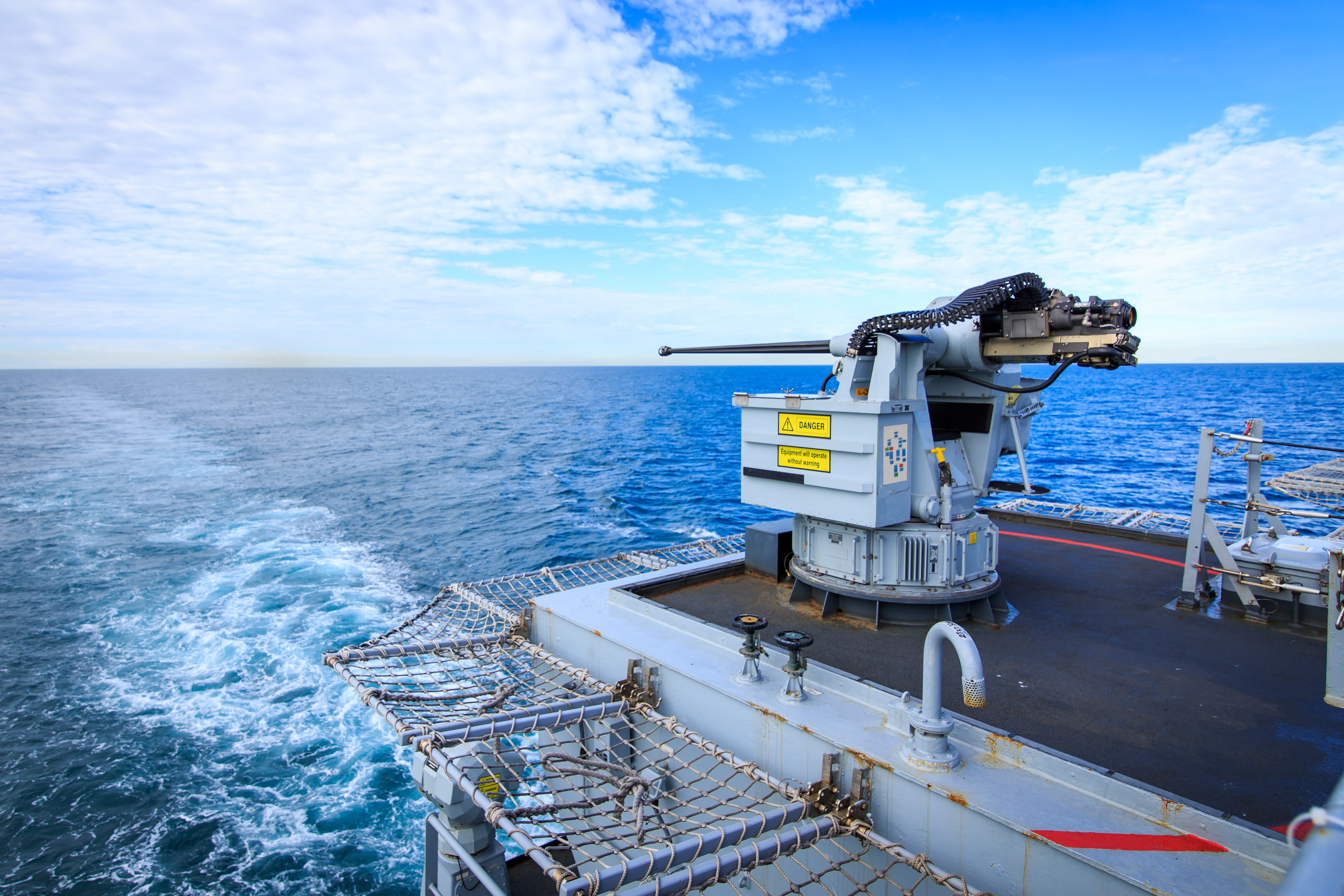
巴西海軍大西洋號兩棲突擊艦上的30毫米DS30M Mk 2

30毫米DS30M Mk 2小口徑機炮（英語：30mm DS30M Mark 2 Automated Small Calibre Gun）是一款由英国MSI防禦系統所研製和生產的艦艇防護系統（近迫武器系統），當中包括用以搭載Mk 44巨蝮二式30×173毫米北約口徑鏈炮的自動化炮架。
它被設計為用以保護英國皇家海軍护卫舰，免受武裝快速近岸攻擊艇的短程导弹、火箭彈、火箭推進榴彈、重機槍及／或爆裂物的攻擊。它取代了一款類似的動力炮架，DS30B以上的30毫米歐瑞康KCB在這方面的用途。DS30M亦已分別加裝在伊拉克和阿曼海军的巡邏艇和護衛艦以上。

## 概述
DS30M Mk 2系統包括一台完全自動化的炮架，並且在以上安裝一門Mk 44巨蝮二式30毫米鏈炮，以及安裝在外部的電子光學引向器（EOD）。鏈炮和電子光學引向器是由艦艇上其他地方的遠程操作員控制台所控制。「由陀螺穩定、電力操和自我固定機炮功能的炮架是海軍型單裝機炮炮架，配備了機炮、控制模式和瞄準具的選擇。它具有低磁、雷達和紅外識別和出色的人體工學可用性、可靠性和可維護性（ARM）。」從理論以上說，「巨蝮系列獨特的雙向供彈系統使操作員可以選用不同的彈藥類型用以打擊各種的目標。在巨蝮系統的安全性，可靠性和低產品生命週期成本增加了它的整體價值。」但是照片顯示，只有單向彈藥供彈。

## 歷史
2005年8月，英國國防部海事槍砲及導彈系統整合計劃團隊獲得MSI防禦系統（MS國際公司的一部分）的合約「提供共26台自動小口徑炮（ASCG）系統，以改造皇家海軍的13艘23型巡防舰，作為更廣泛的瀕海防禦性反水面作戰（ASuW）升級計劃的一部分。」該合同對MSI而言的價值超過£15,000,000（$30,700,000）。該系統其被收購是因為『艦隊司令部和英國國防部（MoD）的部門裝備能力（露出水面效果）（DEC(AWE)）已經確定皇家海軍在濱海保護己方免受快速攻擊艇和「蜂擁而至」的快速近岸攻擊艇的威脅能力的明顯能力差距。後者包括配備了短程导弹、火箭彈、火箭推進榴彈、重機槍及／或爆裂物的各種摩托船艇、攔截船艇、刚性充气艇及水上電單車。』
MSI在坎布里亞郡厄斯爾奧（Eskmeals）承接了陸基試驗。2007年中期，MSI交付首兩個炮架件；它們分別在2007年8月安裝在HMS薩默塞特號護衛艦（F82）以上，以及在2007年10月初開始在英吉利海峽的範圍以內的海上試驗中使用機炮。
2008年，小型分析和管理諮詢公司科爾達（CORDA，英國航太系统公司的一部分）「獲得了英國國防部的防衛技術及創新中心（DTIC）一份價值£300,000的研究合同，以評估英國軍艦裝上小口徑30毫米機炮所得到的保護水平。」科爾達的項目經理表示：「我們正在做的就是在觀望著皇家海軍的30毫米自動小口徑炮［30毫米DS30M］的性能，可以做些什麼來增加它所提供的保護水平」、「自動小口徑炮系統的能力獲顯著增強，但我們已被要求來看一下如何改進戰術或是整合進一步的技術，可以進一步提高其系統的性能。」該研究使用是「模擬器基於操作者的試驗，而其目的是在迎擊相互配合以下一起攻擊自己的多台載具時，量化整個武器系統的性能。預計在2009年初，就可公佈研究結果。」該試驗是在海戰院的HMS柯靈烏號上進行。科爾達與GE FANUC和英國航太系统公司的先進技術中心合作，與防禦裝備及支援公司的綜合項目組（IPTs）相結合，並與英国国防科技实验室提供技術指導。

## 使用國

### 英國
該系統正在安裝在皇家海軍的23型巡防舰，從HMS蒙特羅斯號（F236）開始。2009年1月，該船在羅塞斯開始六個月的改裝，將30毫米DS30M自動小口徑炮系統取代原來的舊式而且手動操作的30毫米DS30B小口徑炮系統。該武器系統還會安裝在其他皇家海軍艦艇以上，包括正在計劃之中的伊莉莎白女王級航空母艦。

### 伊拉克
該系統裝配到為伊拉克海軍建造的15艘35PB1208 E-1455型巡邏艇巡邏艇以上。

### 阿曼
該系統裝配到為阿曼皇家海軍建造的三艘夏米赫級護衛艦上。

### 泰國
該系統正在安裝到全新本土建造的甲米級近海巡邏艦（由西班牙口岸級護衛艦修改而成）、紅統級船坞登陆舰（由耐力級船坞登陆舰修改而成）、納瑞宣級護衛艦（中期改進期間加裝）和T.991至T.996號近岸巡邏艇。

### 馬來西亞
被马来西亚皇家海军所採用。最新型的DS30M Mk 2將裝備在六艘馬哈拉惹里拉級巡防艦以上。

### 巴西
被巴西海軍所採用。該系統配備在三艘亞馬遜級護衛艦（以河級巡邏艦為藍本）與大西洋號兩棲突擊艦以上。

## 資料來源
1. 1 2 3 4 5 6 7 8  .   [2016-06-20]. （原始内容存档于2009-07-04）.
2. 1 2 3  Global Security Mk 44 Bushmaster II 30/40mm Automatic Cannon / Mk 46 Weapon Station （页面存档备份，存于）.
3. 1 2 3 4 5 6  .   [2016-06-20]. （原始内容存档于2009-01-05）.
4. ↑  .   [2016-06-20]. （原始内容存档于2009-08-07）.
5. ↑  .   [2016-06-20]. （原始内容存档于2009-07-12）.
6. ↑  .   [2016-06-20]. （原始内容存档于2020-11-24）.
7. ↑  Swiftships Orders Build Iraqi Navy’s Coastal Patrol Capabilities （页面存档备份，存于）.
8. ↑  Naval Technology.com （页面存档备份，存于）.
9. ↑  https://web.archive.org/web/20160812090750/http://www.thaiarmedforce.com/inventory/34-thailand-inventory/51-rtn-combatship-spec.html

## 外部連結
- （英文）—SEAHAWK（页面存档备份，存于）